# Camille Périn
Camille-Firmin-Antoine Périn, avocat et philanthrope, est né à Ath, le 28 octobre 1823 et, mort à Louvain, le 23 février 1853. Après de brillantes études au collège communal de Mons, il remporta le prix de composition latine, au concours général entre tous les établissements d'instruction moyenne du pays, en 1841. Il fit son droit à l'université de Louvain. Rentré à Mons, en 1847, il fut reçu avocat au barreau de cette ville et partagea dès lors ses rares loisirs entre l'étude et la pratique des œuvres charitables.
Camille Périn s'était attaché avec ardeur à rechercher l'influence de la civilisation chrétienne dans le monde. En 1842, il offrit à la Société littéraire de l'université des Études sur Reboul et Turquety considérés comme poètes catholiques. Vers 1844, il prit la plus grande part à la fondation de la Société de Saint-Vincent de Paul parmi les étudiants. À son arrivée à Mons, il s'occupa de l'institution d'une conférence de la même société ; ce ne fut que vers la fin de l'année 1849 qu'il parvint à réaliser ce projet. En 1851, il publia son rapport sur les travaux accomplis. À la même époque, avec l'aide de quelques personnes charitables, il fonda la Société de Saint François Régis, ayant pour objet spécial de faciliter le mariage des gens qui vivent en concubinage.
Camille Périn avait su, dès le début de sa carrière, comme avocat, se créer une position honorable. En 1852, il fut chargé de la défense de l’évêché de Tournai contre l'administration des domaines de l’État, au sujet de la maison dite l’Évêché, située à Mons, en face de l'église Sainte-Waudru. Il publia un mémoire important : De la propriété de la maison épiscopale de Mons (Mons, 1852). Sa plaidoirie lui valut les éloges des jurisconsultes les plus distingués. Mais la perte de cette cause lui porta un coup fatal. Sa santé en fut ébranlée. Dans l'espoir de la rétablir, il se rendit à Louvain, auprès de son frère Charles, professeur à l'université. Il y décéda à l'âge de 30 ans.